# صخب البحيرة (رواية)
صخب البحيرة  رواية للكاتب المصري محمد البساطي (1937 - 2012) صدرت عام 1994 عن دار الهيئة العامة لقصور الثقافة في 144 صفحة، تدور أحداث الرواية في إطار أسطوري، ومقسمة إلى فصول يحكى كل فصل قصة مختلفة عن الأخرى في الأحداث والأبطال ولا رابط بينهم سوى البحيرة وما تجلبه لهم بينما هم على حالتهم دون تغيير. اختار اتحاد الكتاب العرب «صخب البحيرة» ضمن قائمة أفضل 100 رواية عربية صدرت في القرن العشرين، كما نظمت الهيئة العامة للكتاب جلسة لمناقشة الرواية.

## هذه الرواية
كتب محمد البساطي: "بدأت رواية صخب البحيرة في ذهني كقصة قصيرة أردت كتابتها عن صياد عجوز يتجول بلا كلل في البحيرة، وعندما يحس يوما بالوهن واقتراب الموت يبحث عن شاطئ ويحفر حفرة يجلس بجوارها حتى تأتى اللحظة.
كانت الفكرة بهذا الشكل ساذجة إلى حد كبير. غير أن تجوال الصياد في البحيرة وشخصيته المتجهمة بوحدتها الشديدة وعزوفه عن العالم كانت تجذبني وتلح بقوة مما اقتضى أن أعيد النظر فيها. وأخذت الفكرة تتسع تدريجيا. فبدلا من أن يحفر قبره أقام كوخا وكأنما يتلمس دفء الأرض قبل أن يموت. واستدعى وجود الكوخ أن تكون هناك ألفة إنسانية. فجاءت المرأة وولداها. كانت القصة تنساب وتشكل نفسها وعندما بدأت الكتابة أخذت ملامح شخصية الصياد العجوز تتضح شيئًا فشيئاً. وكان لابد من أسباب تدفعه لهذا التجوال، وأحسست أن الأسباب المحددة بشكل قاطع أو تلك التي اعتدنا عليها ستخل على نحو ما بهذه الشخصية المفتوحة والمنطلقة كأنما ترزخ تحت هم لا يطاق أو وهم يدفع بصاحبه إلى حافة الجنون. كانت هذه إحدى المشاكل التي استطعت علاجها بعد جهد أثناء الكتابة. والحقيقة أن الصعوبة في الكتابة تتبدى من ذلك الإيقاع الغامض الذي يقود الكاتب أثناء العمل. فيوفقه أحيانا عن المضي فيها، ولدهشته يجد أن مشهداً كتب بشكل جيد. وربما كان العمل لا يتحمله، ويتأمله الكاتب مترددا ويكون عليه في هذه اللحظة أن يحسم الأمر. غير أن هذا الحسم لا يأتى بسهولة أبداً. وعندما يختفي هذا الإيقاع أحس بالقلق. بعد أن أقام الصياد كوخه بحث عن ألفة. وجاءت المرأة. جاءت بالشكل الذي ورد في الرواية. وكان هو أنسبها بما يتفق وما تثيره شخصية الصياد من جو عام ومن معاني ورموز لم تتضح لي تماما وإنما كنت أحسها بشكل ما.
كانت شخصية المرأة بمشوارها من طفولتها تتشكل وتتسق بسرعة وتفرض نفسها بحيث عجزت عن أن أفكر أو أبحث عن بديل آخر لها ومثل هذه اللحظات في الكتابة احترمها وأترك نفسي تماما لها.
بعد الانتهاء من فصل الصياد العجوز أحسست أن العمل لم ينتهى وأن شخصيات كثيرة بدأت تظهر في الأفق وتحوم في المكان. واستيقظت ذكريات قديمة من أيام الصبا حينما كنت أعيش وسط هذه الجزر في البحيرة متنقلا بالقارب من جزيرة إلى أخرى، والناس الذين يعيشون فوقها وقد تركوا اليابسة وما عليها، واستكانوا بشكل يثير الدهشة لحياتهم. أحسست أن قصة الصياد العجوز لمست معاني ورموزا دون أن تعمقها كما يجب. وبدأ فصل «النوة» يتشكل واستدعى ذلك وجود بحر صاحب بجوار البحيرة ومضيق، وأخذ المكان هو الآخر يعد نفسه مما استوجب تغيير بداية فصل الصياد العجوز، واتسع العمل قليلا قليلا. وجاءت شخصية جمعة وامرأته يبحثان في النفايات التي يلفظها البحر. أجهدني هذا الفصل كثيرا. فقد أعيدت كتابته عشر مرات. كانت شخصية جمعة حساسة تلفظ أي كلمة زائدة أو غريبة عليها سواء في الحوار أو في وصف حركتها بخلاف الشخصيات الأخرى في الفصل. ومثل هذه الشخصية التي يشكلها المكان ويسمها بسماته تكون أكثر احساسا وتجاوبا مع الطبيعة من غيرها. وعادة ما نلتقي بها في الأماكن البعيدة عن العمران سواء في الصحاري أو فوق الجبال أي على الشطوط المهجورة. وما كانت لهذه السمات التي اتسمت بها هذه الشخصية أن تتبدى أو تكتمل دون شئ يهبط من السماء أو يظهر من أعماق البحر. وكان الصندوق الذي لفظه البحر، لتأخذ شخصية جمعة مسارها الطبيعي. وبعد نشر الرواية كان هناك من كتب عن الواقعية السحرية التي تغلف العمل. وربما كان يشير بذلك إلى شخصية جمعة. وفي رأيي أنها شخصية واقعية تماما. بل أن فينا نحن البعيدون عن هذه الأماكن ملامح منها تزيد أو تقل من شخص لآخر، ولابد أنها انتقلت إلينا ضمن ما انتقل بعامل الوراثة حتى وإن سعينا إلى التمرد عليها. وأثناء كتابتي لفصل «النوة» بدأ فصل «البراري» يتشكل، وظهرت شخصيتا عفيفي وكراوية بديا وكأنما يعطيان عمقا للرواية أو يعدا آخر لها كانت في حاجة اليه. لم تستغرق كتابته وقتا طويلا. أسبوع على ما أذكر. وعموما فقد استغرقت كتابة الرواية خمسة شهور أردت في فصل البراري أن يكون تهليلا للحياة مغلفا بالأسى بكل ما فيه من عواطف جادة وشخصيات تخرج عن مسارها المألوف. في صخبها وشغفها وتمردها دون أن تأبه للموت المتربص لها. ولا أدرى أن كنت قد وفقت في ذلك أم لا.  
الفصل الأخير «ورحلوا». وهو صفحة واحدة في الرواية. أردت له أن يكون أشبه بنغمة أخيرة أو لمسة صغيرة لتغلق دائرة، أو انكسار المنحنى، أو زفيف رياح تمضى. هو ايقاع أحسست أن العمل في حاجة إليه. تأتي المرأة التي ظهرت في بداية الرواية في فصل الصياد وقد أصبحت عجوزا وشب ولداها يأخذون عظام الصياد المدفونة بالشاطئ ويمضون. وبدت في الأفق هياكل الأعمدة الخرسانية تزحف على الشاطئ.  محمد البساطي.

## ملخص الرواية
البحيرة هو القاسم المشترك لشخصيات الفصول الاربعة
الفصل الأول (صياد عجوز): يحكي الراوي عن صياد عجوز مجهول الهوية، يقضي معظم وقته في قاربه الأسود الغريب. وهناك أرملة لها توأم وتكسب رزقها من بيع السمك في سوق القرية. يصبح الصياد العجوز والأرملة أول المستقرين في شاطئ البحيرة قبل الزحف السكاني على البحيرة.
الفصل الثاني (النوة): بطلها جمعة وزوجته، الفقيرة، التي تخرج مع كل «نوة» أو عاصفة إلى الشاطئ لتحصل على النفايات التي يلفظها البحر من أشياء قد تستخدمها أو تبيعها هي وزوجها في سوق المدينة. تعثر الزوجة من البحر على «صندوق موسيقى» ينال اعجاب جمعة، بل يسلبه عقله، وتنقلب حياة الزوجين تماماً، وتخرج عن سيرتها الأولى. يختفي جمعة وزوجته بطريقة غامضة.
الفصل الثالث (البراري): أبطالها: كرواية صاحب المقهى، وعفيفي صاحب الدكان. تجمع الرجلين صداقة قوية ولكن يزعجهم كثيراً البدائيين القادمين من جزر البحيرة والذين يقومون بالسطو على القرية وترويع أهلها في اثناء العواصف وغالبا ما يكون دكان عفيفي ومقهى كراوية وجهتهم الأساسية. يحاول الصديقان التوصل إلى تفاهم مع هؤلاء ورشوتهم بالمال. يختفي كراوية وعفيفي ويقال أنهم انضموا للصوص.
الفصل الرابع (ورحلوا): تعود الأرملة للظهور وقد أصبحت عجوزا وشب ولداها يأخذون. عظام الصياد المدفونة بالشاطئ ويمضون. وبدت في الأفق هياكل الأعمدة الخرسانية تزحف على الشاطيء.

## مقتطفات من الرواية
تتهادى مياه البحيرة لدى اقترابها من البحر. شاطئها البعيد الذي يغيب في الأفق ينبثق مسربلاً بالضباب، ثم يبين بلونه الرمادي الباهت كاشفاً عن تعرجاته ونتوءاته وينثني في انحناءة حادة داكناً بلون الطين. تزداد كثافة الغاب والعشب باقتراب شاطئيها. يمضيان متعرجين. يشكلان مجرى قليل الاتساع يسيل الطين لزجاً على ضفتيه، ويختفي الغاب باقترابه من البحر حيث ينبسط شاطئه الرملي بصخوره الضخمة القاتمة. تتلاحق أمواج البحيرة في فتور، صغيرة متناسقة مثل خطوط أرض محروثة، يجذبها هدير البحر عند المضيق، تنساب إليه وقد ضاقت بها الضفتان ويضطرب تشكيلها المنتظم الذي سارت به طويلاً، وحركة عنيفة تموج تحت سطحها الهادئ. تندفع مربدة عكرة، تنبعث من أعماقها أعشاب وطحالب ومسحة من طين وهدير خافت. تكتسح أمواج البحر المضيق، يتردد صخبها عميقاً في المجرى، تستكين لها مياه البحيرة المرتعشة، يسفر التلاحم عن بريق ورذاذ ورغوة معتمة تطفو بحذاء الشاطئ الطيني وفقاقيع صغيرة تتناثر مضطربة وأسماك بلون الفضة تقفز وقد طوت زعانفها تأخذ قوساً وكأنما لتعبر الملتقى الصاخب ثم تغوص مرة أخرى.
ظل المكان زمناً طويلاً غير مطروق. كان البحر مجهولاً من الصيادين، لم يختبروه. يتوقفون بقواربهم الصغيرة عند حدود البحيرة وأحياناً يلتصقون بجانبي المضيق يتشبثون بعيدان الغاب، تضربهم أمواج البحر الصاخبة، ويحسون بقواربهم يُقذف بها وترتطم بالمياه الهائجة. كان الصغار من الصيادين يصرخون مهللين كأنما يقومون بمغامراتهم الكبرى، لا يستمرون طويلاً، سرعان ما يجدفون بقوة عائدين إلى عرض البحيرة. لقد ولدوا وشبوا بجُزُرها، ووجدوا الأمان في مياهها الهادئة. ينصبون شباكهم ويقفون على أطراف القوارب يتصايحون، وأحياناً يستلقون بها يشربون الشاي ويغفون ويتركونها على غير هدى. هم في النهاية يعدلون مسارها بضربات قليلة من المجداف.
كان صياداً عجوزاً جاء ذات يوم واستقر في المكان. رأوه دائماً عجوزاً ربما بسبب تجاعيد وجهه الكثيرة وانحناءة كتفيه. يقولون إنه كان مقطوعاً من شجرة، فلم يروه يوماً مع أحد، يتجول ليلاً ونهاراً بقاربه في البحيرة، وحين التعب ويشتاق للأرض يرمي بالهلب لأقرب مكان ويستغرق في النوم، وأحياناً يمرون بقاربه شارداً في عرض البحيرة، ويرونه راقداً بداخله، ورغم المجدافين القويين فهو قليلاً ما يستخدمهما، يرفعهما إلى سطح القارب ويفرد شراعه المتهالك برقعه الكثيرة. هو ليس متعجلاً، إنما يستظل به حين تكون الشمس حامية. كان قاربه بخلاف القوارب الأخرى في البحيرة – وكانت رفيعة مدببة الطرفين – عريضاً على شكل صدفة، مؤخرته مكشوطة. ثبت عصا بكل من طرفيه امتدا بينهما حبل علق عليه كل متاعه.
.......
السوق مزدحم في مثل هذه الساعة من الصباح. تجار السمك من الرجال والنساء تحت تعريشة من الغاب والخيش أمامهم الطشوت وحلل ممتلئة بالماء ينثرونه من حين لآخر فوق الأسماك، وصيادون يأتون، يفرغون ما يحملوه مَن يعرفونهم من التجار. لمحها في مكانها وسط الزحام بجلبابها وطرحتها السوداوين ولباسها البني المنقط بأخضر، حِجره الواسع يغطي ساقها الممدودة حتى منتصفها، والطشت فارغ أمامها بجواره الكوز الممتلئ بالماء. تقضم من رغيف بحَجرها. حين رأته علقت عيناها بوجهه كأنما تحاول أن تتذكره، ثم لمحت المقطفين والزبائن الذين يتبعونه، كانوا قد حاولوا إيقافه قبل أن يدخل السوق لرؤية ما معه من أسماك، غير أنه لم يلتفت إليهم فتبعوه. تهلل وجهها حين رأته يقصدها. نهضت وساعدته في إنزال المقطفين عن كتفيه وهي تقول: عاش من شافك.
.......
اعتادت امرأة جمعة أن تخرج إلى الشاطئ أيام النوة. كانت قد عثرت في صباها الباكر على إسورة من الفضة وسط الركام الذي لفظه البحر. علقتها بمعصمها ولم تُفرّط فيها، ورغم مرور ما يزيد على العشرين عاماً ظلت محافظة على عادتها ولم تفُتها نوّة واحدة. كان بيتها الصغير القريب من البحيرة مكدساً بأشياء عجيبة التقطها من على الشاطئ. أصداف مجوفة ومسطحة. حجارة صُلبة بألوان زاهية. زجاجات بأشكال وألوان مختلفة. فوارغ علب. ملاعق وأطباق وسكاكين. أجزاء من مقاعد وقوارب من المطاط مُفَرغَة. تخرج في عزّ النوة إلى الشاطئ، لا أحد يحس بها في عتمة الفجر المكفهر، الزَكيبة الفارغة مطوية على كتفيها. حين يكون الصيد وفيراً تمتلئ الزكيبة سريعاً. تسحبها وراءها فوق المياه. زوجها على عتبة البيت وقد أحس بعودتها مُلتفاً بلحاف قديم، يتناول منها طرف الزكيبة. تسبقه إلى الحوش. تقف بجوار النار تعصر جلبابها المبتل حتى يُفرغّ الزكيبة، وتعود مرة أخرى إلى الشاطئ، وحين تكون النوة شحيحة تقضي نصف النهار وتعود بربع الزكيبة ممتلئاً.
........
يقولون إنه حتى بعد أن عرف الطريق إلى السوق وجرى القرش في يده كان لا يزال جمعة الذي يعرفونه. يهش في وجوههم ويسهر معهم. يحدثهم عن الناس الذين عاشوا فيما مضى ويُصغون إليه ويتعجبون. ومنذ عثرت امرأته على الصندوق تغيرت أحواله. لم يعد جمعة الذي ألفوا أن يروه. حكت امرأته فيما بعد أنها لو عرفت أن كل ذلك سيحدث لتركت الصندوق تعيده الأمواج إلى البحر. في كل مرة تحكي كيف عثرت عليه. كانت تضيف كلاماً لم يسمعوه من قبل. فهي لم تره عندما مرت به. لمحت شيئاً يلمع وظنته كوب زجاج مكسور.
........
لن يتركه الصندوق حتى يقضي عليه.
ولسوف يأتي يوم غير بعيد، يرحل حيث لا يعرف مكانه أحد، وستُعدّ له امرأته رغيفين وقطعة جبن وبصلتين وقد ظنت – بعد أن لم يعد يُفصح لها عن مشاويره – أنه سيتأخر في العودة. تمدها إليه وتظل في وقفتها على العتبة تنتظر أن يأخذها، وبعد أن ينتهي من وضع البردعة على الحمارة يتناولها منها ويضعها في فتحة الخُرج، وسيدهشها قليلاً أن تراه يأخذ الصندوق معه ملفوفاً في خرقته التي لم يُغيرها منذ عَثَرَت عليه. ويسوق حمارته مُغلّفاً بالصمت، هدوء عجيب تتسم به حركته. لا ينتبه لما حوله، يمتطي حمارته حين يبلغ رأس الحارة ويختفي، وتُحكم امرأته لف الطرحة حول رأسها وتغلق بابها.
.......
كانوا قد جاؤوا من قبل. نصبوا خياماً على الشاطئ، وأقاموا سداً من الخرسانة على فوهة المضيق من ناحية البحر، وبعد أيام أقاموا سداً آخر وراءه تفصلهما خطوة. كان الأولاد يسيرون فوقهما مفتوحي السيقان إلى الضفة الأخرى. ورحلوا ثم عادوا. نصبوا خيامهم يوماً واحداً، وأحرقوا الحشائش والعشب على ضفتي المضيق وبامتداد شاطئ البحيرة. خَلُفَ الحريقُ بقعاً سوداء تنفث دخاناً يومين متتاليين. أمواج البحر الهائجة تضرب السد في عنف وترتد مُزبدة. تأتي متلاحقة يتردد صوت ضرباتها في عمق البحيرة. تفتر أحياناً، تتهادى في كسلٍ أمام السد، تلعقه في صوت كالفحيح وتمضي. ضَحل المضيق وركدت مياهه، وتعرى جانباه بما فيهما من فجوات كثيرة وشقوق وأحجار سوداء، تفوح منه رائحة عطن. وتملأه طحالب تقذفها البحيرة من حين لآخر.
ورأينا الخيام مرة أخرى منصوبة عند الصخور على شاطئ البحر. كانت الأعمدة الخرسانية تنمو هناك بعيداً عن أعيننا. رأيناها صغيرة كالأوتاد، ثم كبرت وأصبحت سامقة تقطعها أعمدة أخرى جانبية. كانت كالهياكل والجرافات تجري حولها، وانتظرنا أن تمتلئ الفراغات بينها ويصبح لها شكل. نجلسُ في العصر أمام البيوت ننظر إليها، ونرى ظلالها العملاقة تمتد بعيداً على الشاطئ. كانت تزحف نحونا تتقدمها الجرافات. رسا قارب أسود ذات يوم بمدخل المضيق. نزلت منه امرأة تتوكأ على عصا يتبعها رجلان. ساروا على ضفة المضيق، ثم جلسوا هناك. كانوا ينظرون إلى الجرافات وما تُثيره من غُبار كثيف. جلسوا ما يقُرب من الساعة ثم أخذوا يحفرون. أخرجوا عظاماً وضعوها في جوال وجمجمة مسحت عنها المرأة التراب بذيل جلبابها، وتبادلوا النظر إليها قبل أن يضعوها في الجوال. وأخرجوا صندوقاً لم يفتحوه. سُووا الحفرة وساروا عائدين ومعهم الجوال والصندوق، والتفتت المرأة قبل أن تصعد القارب وأشارت بعصاها نحو البيوت، ونظر الرجلان حيث تُشير. وانطلق القارب إلى عرض البحيرة.

## نقد وتعليقات
كتبت صحيفة اليوم السابع في 3 أبريل 2020: «استخدام البساطي ثلاث مستويات من السرد، فيها من التباين ما يصعب جمعها تحت أسلوب كاتب واحد أو في فترة واحدة من الكتابة. على غلاف الكتاب نبذة عن الرواية تشير إلى بساطة أسلوبه، كان ذلك واضح جدا من الجزء الأول الذي بدأت تتشكل فيه ملامح المستوى الأول من السرد، سرد أقرب لأسلوب القصة القصيرة جدًا في اعتماده على الجُمل القصيرة الخاطفة التي تبدأ بفعل مُضارع مُتحرّك (دال على الحركة)، واختصار مناطق الحوار وتحويلها لجمل سردية، فكان أن أصبح هذا الجزء مُغرقا بالفعل» قال«يتبعه الحرف» إن«، وكان ذلك تهميش متعمّد للشخصيات مناقض تمامًا للأسلوب الذي استخدمه في الجزء الثالث، الذي تجلّت فيه قدرته وشاعريته في بناء جسد حواري متكامل تميّز به البساطي، فكانت صياغته للشخصيات أكثر تعمّقًا، مع استخدام الجمل الطويلة بأسلوب أكثر انسيابية غير مقيّد بابتداء الجُمل بفعل مضارع، أو مقيد بطول معين للجملة، التناقض الآخر مع الجزء الأول، اعتماده في الجزء الثالث على السرد المستقبلي، تركّز هذا الأسلوب في نهاية الجزء، ربما أراد تعجّل الأحداث، وتجميعها لإنهاء الرواية».
كتب إبراهيم فتحي على موقع مجلة العربي الصادرة عن المجلس الوطني الكويتي للثقافة والفنون والآداب: «يحاول محمد البساطي أن ينزع الغمامة عن العينين، غمامة التحيزات والأكاذيب والأوهام، ليصور التجربة المركزية في الحياة الحديثة كما هي. إنه يقدم دائما وقائع صلبة وأحداثا ملموسة في فرديتها وانفصالها دون إضفاء استعارات انفعالية عليها، ودون إلصاق قيم مألوفة أو غير مألوفة بها. وتبدو شخصياته ومواقفها دائما متخذة مسافة من تعاطف الكاتب أو عدم تعاطفه وكأن هذا التحليل الذري للعالم من خلال نزعة موضوعية يظل عند درجة الصفر من المجاز»، يتابع الكاتب قائلاً: «في هذه الرواية القصيرة لن نعثر على ما نجده في الرواية عادة من كلية الموضوع المصـور وكلية الحياة الممثلة، ولا على شبكة العلاقات الاجتماعية ولا على تكوينها وتطورها، تلك العلاقات التي أصبحت مشوهة للإنسان. وفي» صخب البحيرة«يصور البساطي الصراع لإنقاذ الطابع الإنساني بعيدا عن النسيج الاجتماعي المباشر للعالم، وعن التفاصيل إلا ما تنعكس أصداؤها على أعمق الدوافع الإنسانية، ولن نجد إلا الاستجابات اللصيقة بالنواة الإنسانية. هنا نجد الإنسان في مواجهة مصيره، معنى حياته، وتأخذ الوقائع الاجتماعية شكلا طبيعيا رمزيا : البحر، العاصفة، ولا يبقى من خريطة السلوك إلا الأوضاع الأساسية».
كتب محمود عبد الله تهامي على موقع البوابة نيوز في 14 يوليو 2020: «حصل الروائي والقاص الراحل محمد البساطي على جائزة أفضل رواية لعام 1994 بمعرض القاهرة الدولي للكتاب عن روايته» صخب البحيرة«. البساطي، الذي تحل ذكرى وفاته اليوم الثلاثاء، قدم عالمًا مليئا بالرمز في روايته البديعة» صخب البحيرة«، حيث تظل الأعمال التي تعتمد على الأشياء كعلامة سردية في التعبير عن مجموعة مكثفة من الدلالات تحمل طابعًا مشوقًا وذات تأثير رائع».
جاء في دراسة «انشائية الخطاب في الرّواية العربية الحديثة» على ستار تايمز: «أنّ المتخيل من أحداث وشخوص وفضاء، بتقليص إحالته الخارجيّة، ظلّ مجاوراً للخارق وال» ما فوق طبيعي«دون أن يقع فيهما ولئن ظلّ الطّبيعي والمنطقي والمحتمل السّمات البارزة الّتي تشدّ الأفعال إلى الواقعي في مجابهة الخارق فإنّ الحدّ الفاصل بين الواقعي والخارق يضيق والمجاورة تؤثر في طبيعة الخطاب الواقعي تأثيراً كبيراً. وعلى هذا النّحو استعار الخطاب الواقعي في رواية» صخب البحيرة«بعض أساليب الخطاب الخارق ولا سيّما الخطاب الفانتاسيّكي وهي طبيعة الشخصيّة والمتاهة والغموض والاقتصاد وشعريّة النصّ وهي ظواهر فنيّة تميّز الخطاب الفانتاستيكي في الرّواية العربيّة ومع ذلك فإنّ الواقعيّة الغرئبيّة أنسب خانة نقترحها لتحديد الاختيار الفنّي الذّي مضى فيه كاتب الرواية محمّد البساطي لنتبيّن في النّهاية أنّ الخطابات الأدبيّة وكذلك الأجناس تفتح بوّابات على بعضها بعض وأنّ الواقعية في الكتابة الروائية الحديثة وعاء شاسع، تتناسل أساليبها مجاراة لواقع الكتابة وظروف الكاتب في مجتمع عربي يتقلص فيه دور الكاتب وتضيق وظيفته».
وصف يوسف دياب صاحب «صخب الجزيرة» بأنه أديب الفقراء والمهمشين على موقع صحيفة مبتدا في 14 يوليو 2020 في مقال تحت عنوان «8 أعوام على رحيل محمد البساطي»، كما أشادت صحيفة الإمارات اليوم بالرواية وبالكاتب، وكتب موقع «العين الإخبارية»: «يتميز صاحب» صخب البحيرة«بتقديم الروايات القصيرة (النوفيلا)».
كتب محمد الشحات في مجلة «نزوى» التي تصدرها وزارة الإعلام بسلطنة عمان في أول أكتوبر 2012: «تأكّدت قيمة هذا الانحراف الفنّي والمغايرة الجمالية التي أحدثتها روايته الأثيرة (صخب البحيرة- 1994) التي يمكن اعتباره بداية لانفجار سردي عبّرت عنه رواياته اللاحقة».
كتب موقع الجزيرة نت: «بمهارة الحكاء، يستوحي صاحب» صخب البحيرة«روح متنه السردي وخياله القصصي من مساءات وليالي قرية الجمالية الريفية، التي كان يقضيها وهو يصيخ السمع إلى حكايات العجائز بعمقها وجماليتها، وروايته» أصداء الليل«صنع أحداثها من حكايات عجائز القرية اللواتي فقدن أزواجهن في الحرب».
كتب هشام أصلان على موقع «ضفة ثالثة» في 19 يوليو 2019: «المدخل الشعري لرواية البساطي» صخب البحيرة«، ربما يصلح مدخلًا في الوقت نفسه لحياته بأكملها، حيث نشأ على ضفاف بحيرة المنزلة، في دلتا مصر، وامتصّ محيطها لتخرج قصصًا وروايات ذات نفس خاص، عبر علاقة فريدة باللغة، وتقنيات سرد لا تجتهد في سبيل التجريب بقدر ما تحاول إيجاد حلولها الخاصة».

## وصلات خارجية
https://www.noor-book.com/book/review/14757 صخب البحيرة (رواية)
https://www.goodreads.com/book/show/5928535 صخب البحيرة (رواية)
http://alkalimah.net/Articles/Read?id=522&dossier=true صخب البحيرة (رواية)